# Tatiana Búa
Tatiana Búa (Bragado (Buenos Aires), 19 januari 1990) is een tennisspeelster uit Argentinië. Zij begon met tennis toen zij zes jaar oud was. Haar favoriete ondergrond is gravel.

## Loopbaan

### Enkelspel
Búa debuteerde in 2006 op het ITF-toernooi van Córdoba (Argentinië). Zij stond in 2007 voor het eerst in een finale, op het ITF-toernooi van Serra Negra (Brazilië) – zij verloor van de Argentijnse Mailen Auroux. In 2008 veroverde Búa haar eerste titel, op het ITF-toernooi van Santiago (Chili), door de Argentijnse Carla Beltrami te verslaan. In totaal won zij vier ITF-titels, de laatste in 2012 in Madrid (Spanje).
Búa kwalificeerde zich nog nooit voor een WTA-hoofdtoernooi.
Haar hoogste positie op de WTA-ranglijst is de 372e plaats, die zij bereikte in augustus 2009.

### Dubbelspel
Búa behaalde in het dubbelspel betere resultaten dan in het enkelspel. Zij debuteerde in 2006 op het ITF-toernooi van Córdoba (Argentinië) samen met de Braziliaanse Roxane Vaisemberg – zij bereikten meteen de finale, maar verloren van het Argentijnse duo Agustina Lepore en Verónica Spiegel. In 2007 veroverde Búa haar eerste titel, op het ITF-toernooi van Itu (Brazilië), samen met de Argentijnse Mailen Auroux, door Lucía Jara Lozano en Claudia Razzeto te verslaan. In totaal won zij 23 ITF-titels, de meest recente in maart 2014 in Ponta Delgada (Portugal).
In 2014 speelde Búa voor het eerst op een WTA-hoofdtoernooi, op het toernooi van Marrakesh, samen met de Chileense Daniela Seguel. Zij bereikten er de tweede ronde. Met dezelfde partner stond zij een maand later voor het eerst in een WTA-finale, op het toernooi van Straatsburg – zij verloren van het Australische koppel Ashleigh Barty en Casey Dellacqua.
Haar hoogste positie op de WTA-ranglijst is de 127e plaats, die zij bereikte in mei 2014.

## Posities op deWTA-ranglijst
Positie per einde seizoen:
| jaartal | ranking enkelspel | ranking dubbelspel |
| ------- | ----------------- | ------------------ |
| 2013    | 490               | 220                |
| 2012    | 442               | 363                |
| 2011    | 490               | 612                |
| 2010    | 501               | 470                |
| 2009    | 415               | 447                |
| 2008    | 464               | 454                |
| 2007    | 767               | 780                |

## Palmares
| Legenda                 |
| ----------------------- |
| Grandslamtoernooi       |
| Olympische Spelen       |
| Year-End Championships  |
| Premier Mandatory       |
| Premier Five / WTA 1000 |
| Premier / WTA 500       |
| International / WTA 250 |
| Challenger / WTA 125    |

### WTA-finaleplaatsen enkelspel
Geen.

### WTA-finaleplaatsen vrouwendubbelspel
| nr.              | finaledatum | toernooi        | ondergrond | partner        | tegenstandsters                | score            |         |
| ---------------- | ----------- | --------------- | ---------- | -------------- | ------------------------------ | ---------------- | ------- |
| Gewonnen finales |             |                 |            |                |                                |                  |         |
| Geen             |             |                 |            |                |                                |                  |         |
| Verloren finales |             |                 |            |                |                                |                  |         |
| 1.               | 2014-05-24  | WTA Straatsburg | gravel     | Daniela Seguel | Ashleigh Barty Casey Dellacqua | 6-4, 5-7, [4-10] | details |